# Ляхов, Семён Иванович
Семён Иванович Ляхов — старший унтер-офицер Лейб-гвардии, 2-й Царскосельский полк, 2 рота, полный кавалер Георгиевского креста (ГК).

## Биография
Родился в Ряжском уезде, Козьмодемьянской волости, Рязанской губернии.
Награждён Георгиевскими крестами:
ГК 1 степени № 8619: Награждён Его императорским величеством, великим князем Георгием Михайловичем на смотре (17.11. 1916) у колонии Чёрный лес.
ГК 2 степени № 53789: подпрапорщик (на момент награждения) Лейб-гвардии 2-го Царскосельского полка, 2 рота. Награждён за отличия в боях (с 15 — 19.07.1916), (с 06 — 18.08. 1916), (с 28.08 — 14.09.1916) и (с19.09. — 03.10.1916).
ГК 3 степени № 46550: ефрейтор (на момент награждения) Лейб-гвардии 2-го Царскосельского полка, 2 рота, Награждён за восстановление утраченной, вследствие перерыва телефонного сообщения, связь роты с соседними участками и командиром батальоны, непрерывно передавая донесения и приказания под действительным артиллерийским, пулемётным и ружейным огнём противника.
ГК 4 степени № 199018: ефрейтор (на момент награждения) Лейб-гвардии 2-го Царскосельского полка, 2 рота. Награждён за то, что в бою у деревни Суха-Гурка (южная) под убийственным огнём противника (16.11.1914), с дистанции всего 200 шагов, доставил патроны в окопы своего взвода, пройдя по совершенно открытой местности.
Награждён Георгиевской медалью:
2 степени № 17505 за бои (с 26.08.1915) у Вильно.
3 степени № 17758 за бой (11 — 12.02.1915) у деревни Рудка-Скрода.
4 степени № 51417 за бои (08.09. — 13.10.1914).